# Anoca
Anoca är en ort i Mexiko.   Den ligger i kommunen Techaluta de Montenegro och delstaten Jalisco, i den centrala delen av landet, 500 km väster om huvudstaden Mexico City. Anoca ligger 1 382 meter över havet och antalet invånare är 202.
Terrängen runt Anoca är varierad. Runt Anoca är det ganska glesbefolkat, med 31 invånare per kvadratkilometer. Närmaste större samhälle är Zacoalco de Torres, 15,3 km norr om Anoca. I omgivningarna runt Anoca växer huvudsakligen savannskog.